# Mary Jo White
Mary Jo White (Kansas City, 27 settembre 1947) è una politica e avvocato statunitense, già presidente della Securities and Exchange Commission.

## Biografia
Nata a Kansas City ma cresciuta a McLean in Virginia, la White studiò psicologia al college per poi laurearsi in legge alla Columbia University.
Dopo aver lavorato come avvocato per vari anni, nel 1993 venne nominata United States attorney (una specie di pubblico ministero che opera nei casi di competenza federale) dall'allora Presidente Clinton. La White mantenne l'incarico per quasi dieci anni, fino al 2002. Durante questo periodo si fece molto notare dall'opinione pubblica, in quanto la White si occupò di varie indagini clamorose come quella sul boss mafioso John Gotti e quella su Ramzi Yusuf, uno dei responsabili dell'attentato al World Trade Center del 1993.
In seguito il neo Procuratore Generale John David Ashcroft affidò alla White il compito di investigare sul controverso caso delle "grazie dell'ultimo giorno" di Bill Clinton. L'ex Presidente, infatti, nell'ultimo giorno del suo mandato aveva concesso 141 grazie e 36 commutazioni delle pene, fatto che aveva scatenato accese polemiche.
Successivamente tornò a svolgere la professione di avvocato nel settore privato e per dieci anni presiedette uno studio legale.
Nel gennaio del 2013 Barack Obama scelse la White per succedere a Elisse Walter nelle vesti di presidente della Securities and Exchange Commission. Ad aprile dello stesso anno la White venne confermata dal Senato ed entrò ufficialmente in carica.